# Chinandega (departement)
Chinandega je jedním z 15 departementů Nikaraguy. Leží na pacifickém pobřeží při hranici s Hondurasem. Má příhodné klima pro pěstování cukrové třtiny, burských oříšků a banánů. Na jeho území se nachází několik aktivních sopek.
Departement je rozdělen na třináct částí (Municipio):
1. Chichigalpa
2. Chinandega
3. Cinco Pinos
4. Corinto
5. El Realejo
6. El Viejo
7. Posoltega
8. Puerto Morazán
9. San Francisco del Norte
10. San Pedro del Norte
11. Santo Tomás del Norte
12. Somotillo
13. Villa Nueva